# Giuseppe Patroni Griffi
Giuseppe Patroni Griffi (Nàpols, Itàlia, 27 de febrer de 1921 - Roma, 15 de desembre de 2005) va ser un dramaturg, escriptor, i director de teatre i de cinema.
Va néixer a Nàpols en el si d'una família aristocràtica i es va traslladar a Roma immediatament després del final de la Segona Guerra Mundial i hi va passar la seva vida professional. Patroni Griffi és considerat un dels col·laboradors més destacats del teatre i el cinema italià a la Itàlia de postguerra. Va dirigir, entre d'altres, a Charlotte Rampling, Elizabeth Taylor, Marcello Mastroianni, Laura Antonelli, Florinda Bolkan, Terence Stamp, Fabio Testi, Pupella Maggio i Lilla Brignone. Director artístic del teatre Eliseo de Roma (2002-2005), a la seva memòria s'ha dedicat el teatre.
Patroni Griffi també va participar en nombroses produccions d'òpera per a la televisió, incloent La traviata de Verdi. Les seves nombroses produccions teatrals inclouen obres de Pirandello, Eduardo De Filippo, Jean Cocteau i Tennessee Williams.
Com a escriptor, va publicar una primera col·lecció de contes en 1955, Ragazzo di Trastevere. Més tard, va contribuir de manera significativa al cos de la literatura italiana "Scende giù per Toledo" i "La morte della bellezza", tots dos establerts a Nàpols.

## Filmografia

### Director i guionista
- Il mare (1962)
- Metti, una sera a cena (1969)
- Addio fratello crudele (1971)
- Identikit (1974)
- Divina creatura (1975)
- La gabbia (1985)
- La romana – minisèrie TV (1988)
- Tosca, nei luoghi e nelle ore di Tosca –telefilm (1992)
- La traviata a Paris – telefilm (2000)

### Guionista
- Canzoni di mezzo secolo, dirigida per Domenico Paolella (1952)
- Canzoni, canzoni, canzoni, dirigida per Domenico Paolella (1953)
- I magliari, dirigida per Francesco Rosi (1959)
- Lettere di una novizia, dirigida per Alberto Lattuada (1960)
- La ragazza con la valigia dirigida per Valerio Zurlini (1961)
- I cuori infranti, dirigida per Vittorio Caprioli, episodi La manina di Fatma (1963)
- Led ntuicrd, dirigida per Luchino Visconti, episodi La strega bruciata (1967)
- C'era una volta, dirigida per Francesco Rosi (1967)
- La maestrina degli operai, dirigida per Guglielmo Morandi – film TV (1970)
- D'amore si muore, dirigida per Carlo Carunchio (1972)
- Femmina, dirigida per Giuseppe Ferlito (1998)